# Aaron Pollitz
Aaron Pollitz (Bazel, 11 februari 1896 – 13 november 1977) was een Zwitsers voetballer, die speelde als middenvelder. Hij overleed op 81-jarige leeftijd.

## Clubcarrière
Pollitz speelde gedurende zijn carrière voor BSC Old Boys Basel en het Franse US Suisse Paris.

## Interlandcarrière
Pollitz kwam 23 keer (nul goals) uit in het Zwitsers nationaal elftal in de periode 1920–1925. Onder leiding van de Engelse bondscoach Teddy Duckworth nam hij met zijn vaderland deel aan de Olympische Spelen 1924 in Parijs, waar de Zwitsers de zilveren medaille wonnen. In de finale verloor de ploeg met 3–0 van Uruguay, dat de revelatie van het toernooi werd.